# Waterpolo
El waterpolo (IPA: [wə.terˈpo.ɫo]) és un esport d'equip practicat en una superfície limitada de piscina entre dos equips de set jugadors cadascun, amb la finalitat d'introduir una pilota a la porteria de l'equip contrari.
Els equips estan formats per tretze jugadors dels quals set participen en el joc i la resta són a la banqueta.
A les categories absolutes, juvenils i cadet, el temps de cada període (4 períodes) és de vuit minuts. En canvi, en la categoria infantil són sis parts de set minuts a temps corregut i en aleví i benjamí la durada és de sis minuts pausant el temps quan cal (6 períodes). Cada equip disposa només de 30 segons de possessió, en les categories d'infantil cap amunt i, en canvi, en aleví i benjamí disposen de 40 segons per efectuar un llançament a la porteria contrària.

## Regles de joc
- Cap jugador pot agafar la pilota amb dues mans, exceptuant els porters. En el cas que es produeixi, es xiularà falta en contra.
- Un jugador pot marcar gol amb qualsevol part del cos exceptuant amb el puny tancat.
- Fins que el jugador no deixi anar la pilota de la mà, l'àrbitre no xiularà falta.
- Si un jugador impedeix el moviment del jugador contrari, aquest serà expulsat.
- Un jugador pot acumular tres expulsions fins a no poder jugar més.
- Quan un equip es queda amb un jugador de menys, a causa d'una expulsió, han de passar vint segons (en les categories absolutes, juvenils, cadets, infantils i alevins) o que canviï la possessió de la pilota, per tal que aquest jugador o el jugador substituït pugui tornar a entrar.
- Si un jugador enfonsa la pilota se li xiularà falta en contra.
- Es prohibeix esquitxar aigua als ulls d'un jugador. Si aquest fet es realitza, es xiularà expulsió.
- El respectiu entrenador podrà sol·licitar un temps mort en cada part, cadascun d'ells, d'un minut de durada.
- El porter és l'únic jugador que pot colpejar la pilota amb el puny tancat.
- Queda prohibit que un jugador (a excepció del porter) salti amb les dues mans a la vegada. Si aquest està dins de 5 metres serà penalti, si fos fora de l'àrea de 5 metres es xiularà falta en contra.

## Posicions de joc

### Atac
Tradicionalment els jugadors se situen en arc al voltant de la porteria contrària a una distància aproximada de set metres. El boia (incorrectament anomenat pivot) se situa en el centre de l'atac i a una distància d'uns dos o tres metres de la porteria contrària. Aquesta configuració pot variar en funció de les necessitats tàctiques, així com un intercanvi de posicions entre els jugadors durant l'atac.

### Home De Més
Quan un defensor és expulsat i l'equip atacant disposa d'un jugador més, la disposició canvia. Existeixen diverses jugades per a aprofitar aquesta superioritat, sent les més esteses el "4-2" i el "3-3", on el primer dígit indica el nombre de jugadors que se situen en la línia de dos metres, i el segon el nombre de jugadors que se situen en una línia una mica més llunyana, a uns cinc o sis metres..

### Defensa
Les posicions de joc són diferents que les dels atacants, existint multitud de possibilitats tàctiques, com defensa individual, zona "pressing", zones per alguna posició on el rival sigui més feble, defensa doble del boia o zona "m". La defensa en inferioritat numèrica sol adaptar-se a l'atac que decideixi l'equip contrari, sent ho habitual o bé defenses basades en el bloqueig de braços, on la idea és impedir que l'atacant vegi amb claredat la porteria, o bé defenses ràpides tractant de dificultar la circulació de la pilota.

### Porter
El porter té certs privilegis respecte a la resta de jugadors, sempre que es trobi dintre de la zona de cinc metres davant de la seva porteria:
- És l'únic jugador que pot tocar la pilota amb les dues mans.

A més, el reglament li impedeix passar del mig camp. No obstant això el seu paper no és exclusivament defensiu, sent per norma general el qual dona la primera passada de l'atac i especialment de les passades llargues en contra-atacs.
Té el gorro vermell.

### Llocs al camp de joc
- El boia: és la posició més característica del waterpolo, acostuma a ser el jugador més, corpulent i amb més potència de tir. S'ha de situar a prop de la porteria -2 o 3 metres-. La seva funció és finalitzar les jugades, fet que provoca que hagi de jugar gran part del temps d'esquena a la porteria.
- Extrems: se situen un a cada costat de la porteria i a prop dels límits del camp de joc per aprofitar millor els espais. És molt aconsellable que l'extrem situat al costat dret de la porteria contrària (1) sigui esquerrà.
- Marcador de boia: és el jugador encarregat de defensar el boia de l'equip rival. Per tant, en defensa se situarà a 2 metres de la seva porteria i la seva funció és intentar robar la pilota al boia quan hi hagi un pase cap a ell. Per aconseguir-ho, ha de lluitar per aconseguir la posició ideal per evitar el pase. Emmig d'aquesta lluita o si l'equip rival aconsegueix fer el pase i per evitar el gol impedeix el seu avanç, el marcador de boya serà expulsat temporalment -20 segons-. En atac, se situa a la mateixa línia que el boia però a més distància de la porteria contrària -7 o 8 metres- Organitzant als seus companys, ja que veu a tots els jugadors de camp. Per aquest motiu ha de tenir un bon control de passades de llarga distància.
- Laterals: Es col·loquen a l'alçada dels pals però més oberts se solen situar a 6 metres de la porteria contrària i la seva funció és la de llençar, penetrar i donar dinamisme al joc. Per aquest motiu han de ser jugadors ràpids i tècnics i amb un bon llançament o bon braç com se'n diu en argot waterpolístic.

## Tipus de passades
El waterpolo en ser un esport que es practica amb les mans, exigeix un control perfecte dels pases i per tant, la tècnica influeix a l'hora de resoldre certes jugades. Els més importants són:
- Pase de front: es realitza quan el jugador es troba en posició fonamental de PDB, en possessió de la pilota i en equilibri. Es realitza una rotació del cos, orientant-lo cap al lloc on es troba el company receptor. A continuació, el jugador, amb el seu braç en posició d'armat per darrere del cap, llença la pilota estenent el braç, l'avantbraç i la mà. La passada pot tenir dues trajectòries:
- Recta: és aquella passada en què la pilota es desplaça en línia recta fins a arribar al receptor per tal d'aconseguir rapidesa i efectivitat.
- Parabòlica: és aquella passada en què la pilota es desplaça de forma parabòlica. Aquesta elevació de la pilota es realitza per tal d'evitar la intercepció de l'adversari.
- Pasada de revés: és aquella passada en què el jugador que realitza la passada es troba d'esquena a la direcció de la passada i la pilota es troba davant seu. Es pot agafar la pilota per sobre amb la mà i l'avantbraç o per sota a través d'un fort gir de la mà. En el cas que s'agafi per sobre, o s'eleva sobre de l'aigua i després es tira el braç enrere o es dona la volta a la mà amb la pilota sobre la superfície de l'aigua i després s'inicia el llançament. En aquesta posició la pilota es troba davant del jugador. El braç dret està flexionat pel colze i fins al moment d'elevar la pilota de l'aigua, la mà té el palmell cap avall. Quan s'eleva la pilota, la mà gira i s'inicia un fort impuls cap avall de la mà esquerra (en el cas que el jugador decideixi realitzar la passada amb la mà dreta) i les cames. Al principi del llançament les espatlles estan sobre l'aigua i el jugador es troba d'esquena a l'objectiu. El llançament s'inicia amb la realització d'una energètica curvatura del tronc cap a la dreta. A la meitat d'aquest moviment se’n comença un altre amb el braç dret pel costat dret. En aquest moment del llançament s'efectua un moviment d'impuls cap a l'esquerra amb el braç esquerre, reforçant la curvatura del tronc cap a la dreta, per mitjà de l'espatlla dreta. La trajectòria final pot ser directa o de vaselina. Existeix un llançament que consisteix a realitzar un llançament del revés tant si es realitza una recepció de la pilota a l'aire o a l'aigua.
- Pase suec: s'agafa la pilota per sobre, s'enfonsa i, quan s'eleva, el braç gira en rotació externa, mirant cap endavant, amb el dit polze per sota de la pilota i, al mateix temps, el braç està flexionat amb el colze aixecat. En aquest moment, s'efectua el llançament amb l'extensió del braç cap endavant, acompanyant aquest moviment amb un fort impuls de les cames i de tot el cos cap endavant. La mà lliure pressiona l'aigua per aconseguir una major elevació del cos. La pilota obté una trajectòria directa o de vaselina.
- Passada lateral: la seva execució és similar al revés però l'única diferència és que la curvatura que assoleix el tronc per ajudar a recollir el braç que s'estén, és menor.
- Passada de vaselina: aquest tipus de passada s'utilitza en el cas que el jugador tingui un adversari a la línia de passada. És una passada amb una trajectòria parabòlica que proporcionarà la seguretat d'evitar la intercepció del jugador de l'equip contrari. L'execució és similar a la passada directa però el cos i el braç s'inclinen cap enrere abans d'efectuar l'impuls de la pilota. És un impuls més suau i, per tant, té una velocitat inferior a la passada directa.
- Passada a dues mans o bozsi: pot realitzar-se amb una esquitxada o un doble toc. Es realitza quan el jugador es troba estirat amb una de les mans pràcticament a la superfície de l'aigua, estesa per sota de la pilota, i amb el palmell cap amunt aixeca la pilota. L'altre braç (el braç executor) colpeja la pilota amb les puntes dels dits amb un moviment molt ràpid. Aquest moviment ha d'anar acompanyat d'un fort impuls de cames cap enrere per tal d'ajudar a l'elevació del cos i l'impuls d'aquest cap endavant. La trajectòria de la pilota pot ser directa o parabòlica.
- Passada a dues mans lateral: la seva execució és similar a la passada a dues mans però la pilota és més elevada per la mà submergida, per tal que el braç que colpegi la pilota ho faci a través d'una rotació cap enfora. Igual que en la passada a dues mans, la trajectòria de la pilota pot ser directa o parabòlica.
- Pase de palmeig: el jugador només acompanya la pilota en la direcció desitjada, a diferència dels altres tipus de pases. El jugador no para ni reb el pase, sinó que amb un lleu contacte ajuda a dirigir-lo cap a un altre company o porteria contrària.
- Pase rectificat: acció de transmetre la pilota cap a un company, en acció dinàmica ofensiva, mitjançant una finta estàtica i torsió del tronc amb un salt lateral cap al costat oposat de la seva mà dreta.
- Pase amb subjecció inferior: pase ràpid entre companys en posició estàtica. Com el seu nom indica, s'ha d'efectuar ràpidament perquè la posició afavoreix la pèrdua de la pilota davant la pressió d'un jugador contrari.
- Passada de peu a mà: és una autopassada. S'executa mitjançant l'impuls ràpid i enèrgic d'una cama (peu) que aixeca la pilota fins a l'altura del braç executor. És necessari que la mà contrària a la cama executora realitzi temporalment la seva funció de sosteniment per tal de facilitar el moviment.
- Passada de cullera: s'utilitza per distàncies curtes i pot ser lateral, cap endavant o cap enrere. Pot realitzar-se en una posició de desplaçament o estàtica. El llançament de la pilota es realitza amb la mà en posició de supinació. L'impuls de la mà lliure i les cames ajuden a l'elevació del tronc i l'impuls de la mà executora també proporciona el sentit desitjat de la passada. La trajectòria de la pilota pot ser directa o en vaselina.
- Passada de volea: és un tipus de passada que presenta moltes variables, ja que, depenent de com rebi la pilota el jugador i en quina direcció vulgui realitzar la nova passada, realitzarà una sèrie de moviments o una altra. En tots els casos, el jugador ha de saltar o ha d'elevar per sobre l'aigua les espatlles juntament amb el braç executor. Si, per exemple, la pilota vola sobre el jugador per la seva dreta i vol enviar-la cap endavant, el cop a la pilota s'efectuarà amb el palmell de la mà.

## Instal·lacions
El waterpolo es desenvolupa en una piscina de 20 a 30 metres de llarg i entre 10 i 20 metres d'ample. La profunditat de l'aigua va d'1,50 metres a 2,40 metres. Per competicions internacionals la piscina ha de tenir 20 metres d'ample per 30 de llarg i una profunditat d'1,8 metres; i en el joc femení les dimensions han de ser de 17 metres d'ample i 25 metres de llarg.
A cada meitat del camp hi ha:
- Una porteria de 3 metres d'amplada per 0.90 metres d'alt des de la superfície de l'aigua.
- Una línia de gol.
- Una línia de mig camp
- Una línia de dos metres des de la línia de gol.
- Una línia de cinc metres des de la línia de gol.
- Zona de reentrada i expulsió.
- Límit del camp de joc

## Material necessari

### La pilota
La pilota és completament rodona i de goma. També disposa d'una càmera d'aire amb vàlvula de tancament automàtica. És impermeable i no té costures externes ni recobriment de grassa o productes de resultats similars. El seu pes màxim és de 450 grams i el seu pes mínim de 400. En els partits oficials de waterpolo masculí, la pilota tindrà un diàmetre d'entre 0,68 i 0,71 metres i una pressió d'entre 90 i 97 kPa. En el cas del waterpolo femení la pilota tindrà un diàmetre d'entre 0,65 i 0,67 metres i una pressió d'entre 83 i 90 kPa.
Les característiques actuals de la pilota de waterpolo es remunten a l'experiència de les Olimpíades del 1912, on la pilota era de cuir i absorbia l'aigua tornant-se extremadament pesada, relliscosa i deformada. Després de les Olimpíades de Berlín el 1936, James R. Smith (USA) va dissenyar una pilota de waterpolo feta amb una càmera y una coberta fabricada de goma (més tard va ser substituït per nylon per millorar el seu rendiment). Les noves pilotes eren vermelles, però en el 1948 es va adoptar el groc per millorar la seva visibilitat. Encara que la pilota va ser utilitzada durant molt temps i tenia millors qualitats, cosa que permetia un joc més ràpid i més nombre de gols (cosa que incrementava l'interès de l'espectador), no es va convertir en una pilota olímpica oficial fins al 1956.

### Equipament
Els jugadors porten dos banyadors davant del risc de perden un en les lluites per guanyar la posició de la pilota. En el passat el primer banyador extern era de làtex i molt gruixut per tal de ser resistent, i el banyador intern era de licra. Actualment s'està perdent la pràctica d'utilitzar dos banyadors perquè s'ha millorat la qualitat al canviar el làtex pel poliester o el cotó.
Els jugadors també porten casquet per tal de diferenciar els dos equips. El porter porta el casquet de color vermell i els jugadors acostumen a portar-lo de color blanc (els jugadors de l'equip local) o blau (els jugadors de l'equip visitant), ja que són colors que més contrasten amb el groc de la pilota. Els casquets disposen de protectors per les orelles i són numerats en els dos costats del cap.

## Història del Waterpolo a Catalunya

### Origen i difusió
D'ençà que el 1869 es disputà el primer partit a les aigües del London Swimming Club de Londres fins a l'aprovació de les primeres normes el 1885, el waterpolo fou un esport típicament britànic, com si es tractés d'una mena de football d'aigua.
És a partir de 1888 que el nou esport s'estengué arreu. Primer, als Estats Units; un any més tard, a Hongria; després arribà a Bèlgica el 1890; a Àustria i a Alemanya el 1894 i a França el 1895.
En els Jocs Olímpics de París celebrats el 1900 s'inclogué com a esport d'exhibició i el 1911 la Federació Internacional de Natació Amateur validà les regles britàniques per a tots els seus membres..

### La introducció del waterpolo a Catalunya. La fundació del CN Barcelona
La natació i el waterpolo s'iniciaren com a pràctica esportiva gràcies a un grup d'afeccionats que freqüentaven el Gimnàs Solé de Barcelona. Aquest grup es constituïa el 1907 en societat esportiva amb el nom de Club Natació Barcelona. En la primera Junta provisional, Bernat Picornell ocupava la presidència i el propietari del Gimnàs Solé, Manuel Solé, la vicepresidència
Així fou com el Club Natació Barcelona es convertí en l'introductor i en el propagador, com veurem tot seguit, del waterpolo a Catalunya i a la resta d'Espanya.
L'estiu de 1908 a la platja dels Banys Orientals, on el club hi tenia la seu, havia format ja dos equips per a la disputa de partits de waterpolo.
Els primers partits internacionals es disputaren des de ben aviat. L'estada al port de Barcelona de vaixells de l'armada britànica s'aprofità per disputar els primers partits internacionals. Aviat s'hi afegiren altres clubs practicants com el Football Velo Club de Niça, el 1910; el Brussels Swimming Club, el 1912, o l'Hércules de Montecarlo el 1913 i el 1914.

### La tasca de difusió del CN Barcelona
El Club Natació Barcelona s'encarregà de difondre el nou esport arreu. A Barcelona promovia partits de waterpolo contra altres societats esportives com el Futbol Club Barcelona el 1911. Durant l'estiu, aprofitant que moltes poblacions de la costa celebraven la seva Festa Major, els jugadors es desplaçaven a un lloc i altre del litoral per celebrar curses de natació i exhibicions de waterpolo. A Palamós, per exemple, per la Festa Major, el Club Natació Barcelona hi disputava curses de natació i partit de waterpolo el 1911 i el 1914 amb els dos equips de waterpolo del Club Natació Barcelona. A Sabadell, el 1918 i aquest mateix any també a Blanes. Més enllà de Catalunya, el 1912 el Centro Vasco Gimnástico de Bilbao sol·licitava al Club Natació Barcelona una estada a la ciutat del Cantàbric per a disputar partits de waterpolo.
Més tard, quan es començaren a construir piscines municipals en poblacions de l'interior de Catalunya per a la pràctica de la natació, el Club Natació Barcelona hi celebrà competicions i exhibicions com el cas citat de Sabadell el 1918 o el de Sallent el 1928.
L'estiu de 1913 naixia el segon club de natació i waterpolo de Catalunya i Barcelona: El Club Natació Atlètic. Primer ocupà l'espai en els Banys Orientals que havia deixat lliure el Club Natació Barcelona i més tard es traslladà a la Mar Vella.

### La construcció de piscines i la difusió del waterpolo
En aquesta primera època, el waterpolo era una pràctica esportiva d'estiu. A Catalunya pràcticament no existien piscines. Fou gràcies a la construcció de piscines, en la seva major part municipals, que el waterpolo començà a estendre's més enllà de Barcelona.
El 1918 el Club Natació Sabadell inaugurava la seva piscina, la primera fora de Barcelona. El 1920 es constituïa el Club Natació Mataró que a partir de 1932 pendrà el nom de Centre Natació Mataró.
Més al sud, a les costes tarragonines, un grup d'entusiastes de Reus que practicaven la natació a Salou rebia les primeres lliçons d'un ciutadà suís, Charles Pistor. Naixia el Club Natació Reus més conegut com a Reus Ploms, club que fins al 1932 no disposarà d'una piscina descoberta.
El 1925 es constitueix el Club Natació Banyoles aprofitant les possibilitats de l'estany. El Club Natació Sallent sorgí de l'Associació Sallentina de Cultura Física a redós de la construcció de la piscina municipal de St. Antoni. Un dels seus impulsors fou el ciutadà suís instal·lat a la població Jordi Küng. El 1933 el Club Natació Sallent organitzava el torneig de waterpolo Jorge Küng.
Durant la dècada dels trenta continuen apareixent clubs i construint-se nous equipaments. El 1930 es construeix la piscina que serà la seu del Club Natació Martorell i el 1932 es funda el Club Natació Terrassa. Un any abans, el 1931 es creava un nou club a Barcelona; el Club Esportiu Mediterrani. El 1933 es creà el C.N. Manresa, un any després d'inaugurar-se la piscina municipal. El 1934 el Club Natació Sitges utilitzava la piscina del Casino Platja d'Or de la localitat i aquell mateix any, per Sant Joan, Girona inaugurava la primera piscina municipal.
El 1935 ja existien clubs de waterpolo a Igualada i a Capellades.
El 1928 diferents personalitats vinculades al Club Natació Barcelona endegaren una campanya per a la construcció de piscines en els barris de Barcelona. La situació, en aquells anys, era la següent: a Espanya només existien 5 piscines públiques i només una d'elles coberta i amb calefacció; la del Club Natació Barcelona. Fruit d'aquesta campanya fou la construcció de la piscina de Montjuïc inaugurada durant l'Exposició Universal de 1929 i el projecte de piscina coberta del Club Natació Sabadell.
No serà fins als anys seixanta del segle passat quan es reprendrà la construcció de piscines públiques gràcies a la política duta a terme per la Delegación Nacional de Educación Física y Deportes i les Comissions d'Esports de les Diputacions provincials catalanes.Gràcies a aquestes actuacions Olot inaugurava la seva piscina el 1962 i Figueres, el 1964. A la provincia de Barcelona, la Diputació endegà diferents plans per a la construcció de piscines públiques: el pla de piscines impulsat per Joan Antoni Samaranch el 1965 permeté que a l'any següent s'inaugurés la Piscina Sant Jordi de Barcelona, el pla aprovat el 1968 previa 25 noves piscines i el de 1976, es fixava com a objectiu 100 noves piscines.

### Els entrenadors
Des de la introducció de la pràctica del waterpolo a Catalunya que l'aportació d'entrenadors forans fou decisiva. Dels primers entrenadors que tenim constància, Andrieu, un belga, entrenava al Club Natació Barcelona el 1913. Més tard el suec Berglund, dirigí la preparació del Club Natació Barcelona i de la selecció olímpica que participà en les olimpiades d'Anvers de 1920.
De 1926 a 1932,un exjugador, Enric Granados, fill del músic del mateix nom, passà a dirigir l'equip fins al 1932 any en què es desplaçà a Madrid.

#### L'aportació dels tècnics hongaresos
De 1932 a 1936 el suís Ernest Speisseger que havia viscut a Hongria i es pot considerar l'iniciador de la saga d'entrenadors hongaresos a Catalunya, entrenà al Club Natació Barcelona. Speisseger arribà amb 60 anys a Barcelona, era deixeble de Bela Komjadi, el llegendari entrenador hongarès, i havia dirigit al mític equip magiar Ferencvahoszl Torna Klub. Amb Speisseger arriben les primeres victòries en partits internacionals i amb ell el waterpolo català inicia una progressió tècnica que es completarà amb l'aportació d'altres tècnics magiars.
De 1949 a 1953, el waterpolo català comptà amb un altre hongarès que deixà una forta empremta en el waterpolo català; Bandy Zolyomy. Zolyomi residí cinc anys a Barcelona on a més d'entrenar conegué la seva futura esposa. Zolyomi aconseguí equiparar el waterpolo català als grans clubs i seleccions del moment i introduí l'esport de base en el waterpolo. En una segona etapa dirigí la selecció espanyola entre els anys 1967 i 1973.
Un parèntesi en la saga d'entrenadors magiars el protagonitzà el 1953 el neerlandès Cor Braasem, que entrenà el Club Natació Barcelona.
Fugint de la invasió soviètica d'Hongria, arriba el 1957 Lajos Rajki per entrenar al Club Natació Barcelona. Rajki fou el primer entrenador que incorporà el treball físic fora de la piscina.
El 1968 arriba Laszi Sarosi per entrenar al Club Natació Barcelona i el 1981 el Club Natació Barcelona es proclama campió d'Europa sota la direcció de Kalman Markovic.

#### Els primers entrenadors catalans de relleu internacional
La successió d'entrenadors magiars propicià la formació d'un cos tècnic català que donà noms de relleu internacional. Josep Brascó fou designat seleccionador espanyol el 1973, succeint a Bandy Zolyomy, i ocupà el càrrec fins a principis de 1979 en què dimití. Ell fou qui donà entrada a un joveníssim Manuel Estiarte en la selecció que hi debutà amb 15 anys.
A Josep Brascó el substituí Manuel Lolo Ibern que fou el seleccionador espanyol fins al 1984. Lolo Ibern dirigí l'equip que aconseguí el quart lloc als Jocs Olímpics de Moscou.
El 1994 s'afegiria a aquesta llista Joan Jané, un dels grans jugadors del seu temps, que ocupà el càrrec de seleccionador espanyol fins al 2004. Durant la seva direcció s'aconseguí el primer or olímpic en els Jocs d'Atlanta el 1996 i dos campionats del món a Perth el 1999 i a Fukuoka el 2001. Dirigí més tard a l'equip de waterpolo femení que representà a la Xina en els Jocs Olímpics de Pequín.

### El waterpolo femení
Durant la Guerra Civil espanyola hi hagué un intent no reixit de formar un equip femení a Barcelona.
Caldrà esperar fins al 1981 per a la disputa del Primer Campionat de Waterpolo de Catalunya en què hi prengueren part quatre equips: el Sabadell, el Badalona, el Mediterrani i el Poble Nou i se l'adjudicà el Club Esportiu Mediterrani.
A nivell mundial no se celebrà el primer campionat fins al 1986 i la seva inclusió en els Jocs Olímpics no es produí fins als Jocs de Sidney 2000 on va participar com a esport d'exhibició i als jocs d'Atenes 2004 ja van competir.

### Les lligues infantils i juvenils
Els primers tornejos de waterpolo infantil els organitzaven els mateixos clubs. El 1965 es disputà el primer Campionat de Catalunya de waterpolo infantil que se celebra regularment des d'aleshores.

### Derrotes i victòries
La primera participació internacional de la selecció espanyola de waterpolo fou amb ocasió dels Jocs Olímpics d'Anvers de 1920. L'estrena no fou especialment afortunada.
Els jugadors del Club Natació Barcelona formaven en exclusiva la selecció espanyola durant aquests anys. El club col·locà la primera pedra de la piscina el 1921, el 1923 es cobrí i a l'any següent ja disposava d'aigua calenta. Així els entrenaments podien efectuar-se tot l'any i els seus jugadors eren els més ben preparats.
El 1928 s'inicien regularment les disputes de natació i waterpolo amb França i el 1929 s'inauguren les Piscines Bernat Picornell amb motiu de l'Exposició Universal de Barcelona celebrada a Barcelona aquell any. Se celebra el primer encontre de waterpolo contra Hongria que evidencia l'aclaparadora superioritat dels magiars considerats el millor equip del moment.
A principis dels anys trenta del segle passat, el balanç internacional del waterpolo espanyol era més aviat pobre; 10 derrotes i només dues victòries en els diversos enfrontaments dels Jocs Olímpics i el Campionat d'Europa. La selecció continuava essent el Club Natació Barcelona. Poc abans de l'esclat de la Guerra Civil el panorama ja havia començat a canviar. Gràcies a la tasca de l'entrenador Ernest Speisseger s'inicien les victòries contra seleccions prou potents en el seu moment com la sueca en el 1935.
Després del parèntesi de la Guerra Civil espanyola es reprenen les competicions internacionals amb motiu dels Jocs Olímpics de Londres de 1948. Per primera vegada un jugador del Real Canoe Natación Club  de Madrid, un del Club Natació Sabadell i un del Club Natació Martorell s'afegiren als jugadors del Club Natació Barcelona per a configurar l'equip olímpic espanyol.
El 1951 l'equip de waterpolo es proclama campió dels primers Jocs del Mediterrani que comptaren amb notables absències.
El 1970 assenyala un altre punt d'inflexió en el waterpolo català. El Club Natació Atlètic Barceloneta trenca l'aclaparadora superioritat històrica del Club Natació Barcelona i es proclama campió de lliga per primera vegada.

## Competicions
Competicions de seleccions
- Waterpolo als Jocs Olímpics
- Campionat del Món de waterpolo
- Campionat d'Europa de waterpolo
- Copa del Món de waterpolo
- Lliga Mundial de waterpolo

Competicions de clubs
- Lliga espanyola de waterpolo masculina
- Copa espanyola de waterpolo masculina
- Campionat de Catalunya de waterpolo masculí
- Campionat de Catalunya de waterpolo femení
- Copa Catalunya de waterpolo masculina
- Copa Catalunya de waterpolo femenina
- Lliga espanyola de waterpolo femenina
- Copa espanyola de waterpolo femenina
- Campionat italià de waterpolo masculí
- Campionat italià de waterpolo femení